# Ludwig Minkus
Aloisius Ludwig Minkus o en Rusia Léon Fiódorovich Minkus (Viena, actual Austria, 23 de marzo de 1826 - Ib, 7 de diciembre de 1917) fue un compositor austriaco de música para ballet, así como violinista y profesor.

## Trayectoria
Minkus estudió en el Conservatorio de Viena y comenzó a componer desde muy joven (5 piezas para violín que fueron publicadas en 1846). También, en ese período, compuso música para ballet, actuó como solista de violín y fundó una orquesta que haría la competencia a la del joven Johann Strauss.

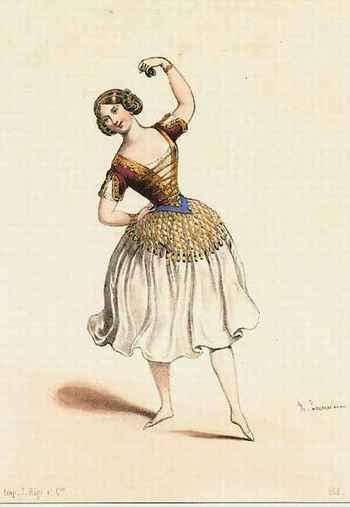
Carlota Grisi en Paquita (circa 1844)

En 1846, Minkus se muda a París, ese mismo año se estrena el ballet Paquita, con música de Édouard Deldevez, y algunos historiadores creen que Minkus ayudó en la composición de esa partitura.
Finalmente, en 1847 el ballet de San Petersburgo pone en escena una versión de Paquita en donde dan los créditos de la música a Minkus y en 1881 con coreografía de Marius Petipa, Minkus crea partes nuevas (un pas de trois y el Grand pas de deux) para la nueva versión.
Fue en Rusia donde Minkus adopta el nombre de Léon Fiódorovich. En 1853, ya instalado en Rusia, trabajó como director de la orquesta del príncipe Nikolái Yusúpov. En 1855, ingresó en la Orquesta del Teatro de la Ópera italiana en San Petersburgo.
En 1861, comienza una nueva etapa en la carrera de Ludwig Minkus al ingresar en la Orquesta del Teatro Bolshói como violinista y un año más tarde como director. Ya en 1864 fue nombrado compositor del ballet Bolshói.
Aunque radicado definitivamente en Rusia, mantiene sus lazos con París y en 1866 viaja a la capital francesa para componer un nuevo ballet La Source (uno de los actos fue encomendado al joven Leo Delibes).
Ya de vuelta en Rusia, compuso la música para un nuevo ballet que sería estrenado en el Teatro Bolshói con coreografía de Marius Petipa: Don Quijote. En 1869, se estrenó este ballet con enorme éxito tanto de la crítica como del público. Este éxito le trajo a Minkus un gran reconocimiento por su trabajo y fue nombrado Compositor Oficial del Ballet Imperial Ruso, cargo que ocupó hasta 1886.
Fueron años fértiles para Ludwig en donde, junto a Petipa, crearon un gran número de ballets - el ballet La bayadera entre ellos - que hasta hoy son referencia obligada de todos los amantes de la danza.
En 1886, desaparece el cargo de Compositor Oficial y Minkus es pasado a retiro. Insatisfecho con la pensión que le asignó el gobierno ruso, se retira a su natal Viena.
La música para ballet de Minkus se encuentra entre las más populares e interpretadas en todos los ballet, configurándose como parte integral del ballet tradicional clásico.

## Ballets

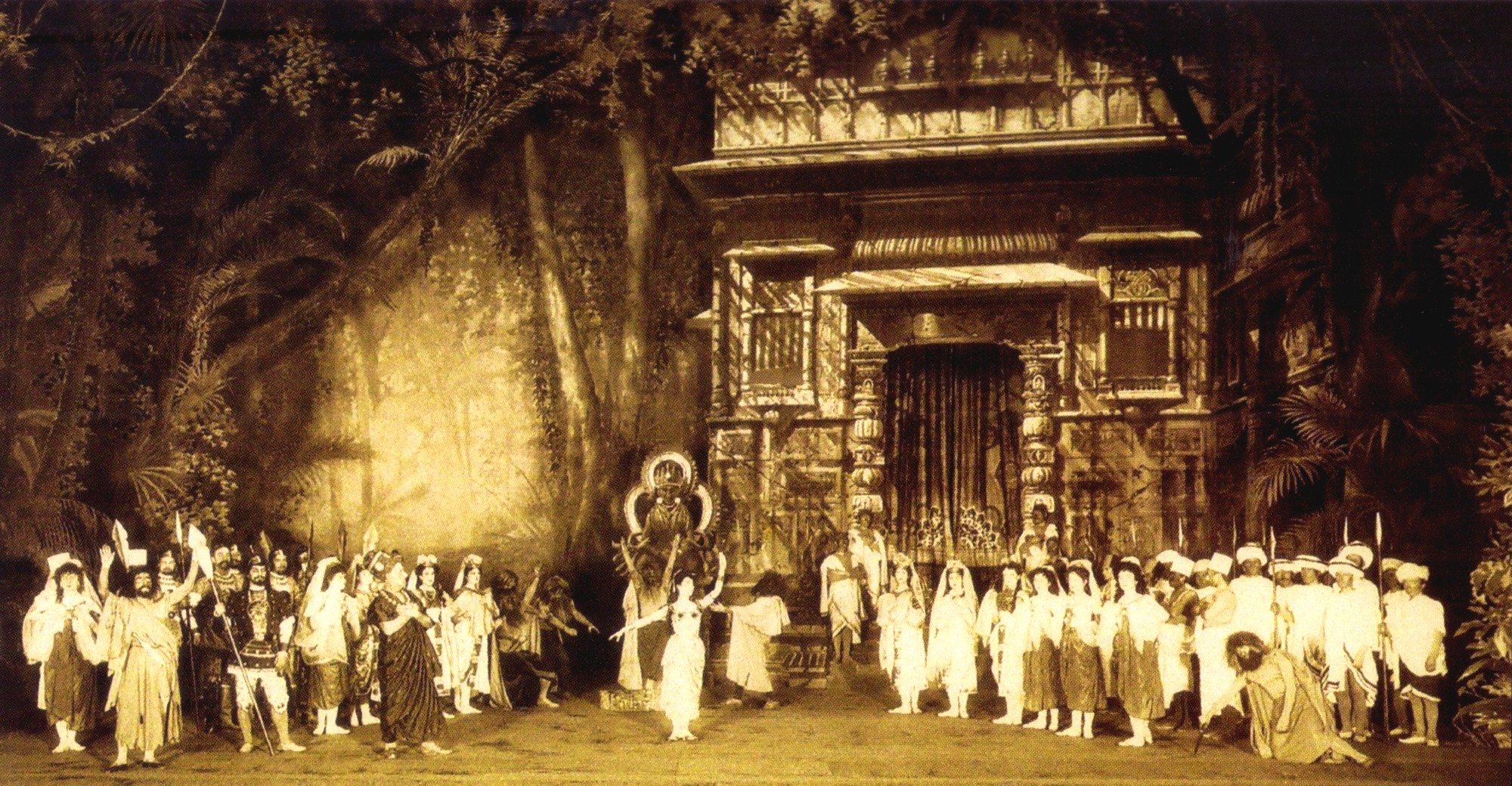
Primer acto de La bayadera por el Ballet Imperial del Teatro Mariinski de San Petersburgo. Coreografía: Marius Petipa; música: Ludwig Minkus; vestuario y escenografía: Adolf Kvapp. En el centro Mathilde Kschessinska en el rol principal de Nikiya (1900).

- Paquita (junto a Édouard Deldevez)
- La Fiammetta
- Nemea
- La Source
- Le Poisson d'Or
- Le Lys
- Don Quijote
- Roxana, la belleza de Montenegro
- La Camargo
- Le papillon
- Los bandidos
- Las aventuras de Peleo
- La bayadera
- The Daughter of the Snows
- The Magic Pills
- Mlada
- Kalkabrino
- Day and Night
- Zoraya